# Walter Scott Prize for historical fiction
Der Walter Scott Prize for historical fiction (deutsch: Walter Scott-Preis für historische Romane) ist ein britischer Literaturpreis, der seit 2010 vergeben wird.
Benannt ist der Preis nach dem schottischen Dichter und Schriftsteller Walter Scott, der einer der meistgelesenen Autoren seiner Zeit war. Viele seiner historischen Romane – darunter der Roman Waverly (1814) – gelten heute als Klassiker dieses Genres und wurden zum Vorbild für das Schaffen anderer Autoren. 
Mit 25000 Britischen Pfund zählt der Literaturpreis zu den am höchsten dotierten in Großbritannien.  Er wurde von dem Duke und der Duchess of Buccleuch ins Leben gerufen, deren Vorfahren eng mit Walter Scott verbunden waren. Der Preis wird an Romane vergeben, die im Jahr zuvor in Großbritannien, in Irland oder dem britischen Commonwealth erstmals veröffentlicht wurden. Als historischer Roman gelten nach den Regularien dieses Preises solche Werke, deren wesentliche Handlungsbestandteile mehr als 60 Jahre zurückliegen und damit in der Regel in einen Zeitraum fallen, den der Autor nicht als Erwachsener erlebt hat.  Die Mitteilung, welcher Roman mit dem Preis ausgezeichnet wird, erfolgt jedes Jahr im Juni während des Borders Book Festival im schottischen Melrose.

## Gewinner und Nominierte
- 2021 Hilary Mantel für The Mirror & the Light
- 2020 Christine Dwyer Hickey für The Narrow Land
- 2019 Robin Robertson für The Long Take (Picador)[4]
- 2018 Benjamin „Ben“ Myers für The Gallows Pole
- 2017 Sebastian Barry für Days Without End
- 2016 Simon Mawer für Tightrope
- 2015 John Spurling für The Ten Thousand Things
- 2014 Robert Harris für An Officer and a Spy 
Nominierte:
  - Kate Atkinson, Life After Life
  - Eleanor Catton, The Luminaries
  - Jim Crace, Harvest
  - Andrew Greig, Fair Helen
  - Ann Weisgarber, The Promise
- 2013 Tan Twan Eng für The Garden of Evening Mists (spielt im Japan der 1940 und 1950er Jahre).[5] Nominierte:
  - Pat Barker, Toby's Room
  - Thomas Keneally, The Daughters of Mars
  - Hilary Mantel, Bring Up the Bodies
  - Anthony Quinn, The Streets
  - Rose Tremain, Merivel: A Man of His Time
- 2012 Sebastian Barry für On Canaan's Side (spielt in Chicago und Irland im 20. Jahrhundert).[6] Nominierte:
  - Patrick deWitt, The Sisters Brothers
  - Esi Edugyan, Half-Blood Blues
  - Andrew Miller, Pure
  - Barry Unsworth, The Quality of Mercy
- 2011 Andrea Levy für The Long Song (spielt im Jamaica der 1820er Jahre).[7] Nominierte:
  - Tom McCarthy, C
  - David Mitchell, The Thousand Autumns of Jacob de Zoet
  - Joseph O’Connor, Ghost Light
  - C. J. Sansom, Heartstone
  - Andrew Williams, To Kill A Tsar.
- 2010 Hilary Mantel für Wolf Hall (deutsch: Wölfe; gewann neben dem Walter Scott Prize außerdem den britischen Man Booker Prize und den US-amerikanischen National Book Critics Circle Award).[8][9] Nominierte:
  - Adam Thorpe, Hodd
  - Robert Harris, Lustrum (Roman)
  - Sarah Dunant, Sacred Hearts
  - Iain Pears, Stone's Fall
  - Simon Mawer, The Glass Room
  - Adam Foulds, The Quickening Maze